# تام هالندر
توماس آنتونی هالندر (به انگلیسی: Thomas Anthony Hollander) (زادهٔ ۲۵ اوت ۱۹۶۷) بازیگر انگلیسی است که در فیلم‌هایی همچون غرور و تعصب، دزدان دریایی کارائیب: صندوقچه مرد مرده، دزدان دریایی کارائیب: پایان جهان، والکیری، هانا و مأموریت غیرممکن: ملت یاغی ایفای نقش کرده‌است.

## زندگی شخصی
هالندر در ناتینگ هیل، لندن زندگی می‌کند.
در انتخابات سراسری بریتانیا (۲۰۱۹)، او برای سم جیما از حزب لیبرال دمکرات در کنسینگتون کارزار تشکیل داد و بیان کرد که «همان طور که در این چند روز تمام سایت‌های رای‌گیری تاکتیکی تایید کرده‌اند، اگر می‌خواهید عضوی از حزب محافظه کار در کنسینگتون پیروز نشود، اینجا باید به حزب لیبرال-دمکرات رای بدهید.»
در سال ۲۰۲۰، هالندر به ویروس کووید ۱۹ مبتلا شد ولی بدون نیاز به بستری در بیمارستان، بهبود پیدا کرد.

## فیلم‌شناسی

### فیلم
| سال  | عنوان                                                       | نقش                              | یادداشت         |  |
| ---- | ----------------------------------------------------------- | -------------------------------- | --------------- |  |
| ۱۹۹۳ | سیلویا از سم متنفر است                                      | دوست                             | کوتاه           |  |
| ۱۹۹۶ | فرزند مادری                                                 | Farnsworth                       |                 |  |
| ۱۹۹۶ | آبی واقعی                                                   | سم پترسون                        |                 |  |
| ۱۹۹۸ | Absolutely Fabulous: Absolutely Not!                        | Paolo Ferruzzi                   | Video           |  |
| ۱۹۹۸ | مارتا با فرانک، دانیل و لارنس ملاقات می‌کند                  | دنیل                             |                 |  |
| ۱۹۹۸ | Bedrooms and Hallways                                       | دارن                             |                 |  |
| ۱۹۹۹ | The Clandestine Marriage                                    | Sir John Ogelby                  |                 |  |
| ۲۰۰۰ | The Announcement                                            | Ben                              |                 |  |
| ۲۰۰۰ | شاید عزیزم                                                  | Ewan Proclaimer                  |                 |  |
| ۲۰۰۱ | Enigma                                                      | Logie                            |                 |  |
| ۲۰۰۱ | قلب بی قانون                                                | نیک                              |                 |  |
| ۲۰۰۱ | گاسفورد پارک                                                | Anthony Meredith                 |                 |  |
| ۲۰۰۲ | تسخیر                                                       | Euan                             |                 |  |
| ۲۰۰۴ | پیکادلی جیم                                                 | ویلی پارتیج                      |                 |  |
| ۲۰۰۴ | جایگاه زیبایی                                               | پیتر لیلی                        |                 |  |
| ۲۰۰۴ | پاپاراتزی                                                   | لئونارد کلارک                    |                 |  |
| ۲۰۰۴ | افسارگسیخته                                                 |                                  |                 |  |
| ۲۰۰۵ | غرور و تعصب                                                 | آقای کالینز                      |                 |  |
| ۲۰۰۶ | جایزه داروین                                                | هنری                             |                 |  |
| ۲۰۰۶ | سرزمین نابینایان                                            | مکسیمیلیان ۲                     |                 |  |
| ۲۰۰۶ | دزدان دریایی کارائیب: صندوقچه مرد مرده                      | لرد کاتلر بکت                    |                 |  |
| ۲۰۰۶ | یک سال خوب                                                  | چارلی ویلیس                      |                 |  |
| ۲۰۰۶ | تب خرگوشی                                                   | تاد بست                          |                 |  |
| ۲۰۰۷ | دزدان دریایی کارائیب: پایان جهان                            | لرد کاتلر بکت                    |                 |  |
| ۲۰۰۷ | الیزابت: دوران طلایی                                        | Sir Amyas Paulett                |                 |  |
| ۲۰۰۸ | والکیری                                                     | سرهنگ هاینتس برنت                |                 |  |
| ۲۰۰۹ | در چرخه                                                     | سایمون فوستر                     |                 |  |
| ۲۰۰۹ | تکنواز                                                      |                                  |                 |  |
| ۲۰۱۰ | Away We Stay                                                | دیوید                            | کوتاه           |  |
| ۲۰۱۱ | هانا                                                        | آیزاکس                           |                 |  |
| ۲۰۱۱ | مشکل ورمن                                                   |                                  | فیلم کوتاه      |  |
| ۲۰۱۲ | سوله کامل لوتا                                              |                                  |                 |  |
| ۲۰۱۲ | زندگینامه یک دروغگو: داستان نادرست گراهام چپمن مونتی پایتون | صدا                              |                 |  |
| ۲۰۱۲ | شیر مادر                                                    |                                  |                 |  |
| ۲۰۱۲ | بیزانتیوم                                                   |                                  |                 |  |
| ۲۰۱۳ | درباره زمان                                                 | هری                              |                 |  |
| ۲۰۱۳ | زن نامرئی                                                   | ویلکی کالینز                     |                 |  |
| ۲۰۱۴ | ماپت‌ها: تحت تعقیب                                           |                                  |                 |  |
| ۲۰۱۴ | باشگاه شورش                                                 | جرمی ویلیرز                      |                 |  |
| ۲۰۱۵ | مأموریت: غیرممکن – ملت یاغی                                 |                                  |                 |  |
| ۲۰۱۶ | قول                                                         |                                  |                 |  |
| ۲۰۱۶ | انقلاب: هنر جدید برای جهانی جدید                            | کازیمیر ماله‌ویچ                  | صدا؛ فیلم مستند |  |
| ۲۰۱۷ | سرزمین‌های مقدس                                              |                                  |                 |  |
| ۲۰۱۷ | تب لاله                                                     |                                  |                 |  |
| ۲۰۱۷ | نفس بکش                                                     |                                  |                 |  |
| ۲۰۱۸ | یک جنگ خصوصی                                                |                                  |                 |  |
| ۲۰۱۸ | بوهمین راپسودی                                              | جیم پیچ                          |                 |  |
| ۲۰۱۸ | جعبه پرنده                                                  |                                  |                 |  |
| ۲۰۱۸ | موگلی: افسانه جنگل                                          |                                  |                 |  |
| ۲۰۲۱ | منقرض شده‌ها                                                 |                                  |                 |  |
| ۲۰۲۱ | کینگزمن                                                     | جرج پنجم/ ویلهلم دوم/ نیکلای دوم |                 |  |
| ۲۰۲۲ | پسرک، موش‌کور، روباه و اسب                                   |                                  |                 |  |